# 中村美紀
中村 美紀（なかむら みき、1959年9月27日 - ）は、日本のキーボーディスト・作曲家。千葉県出身。

## 来歴
- 1985年 - SHOW-YAのリーダーとして、「素敵にダンシング」でデビュー。
- 1990年 - 元気が出るテレビ出身のヘヴィメタルバンド「Bavety」の「GIRL'S OUT」で作曲家デビュー。寺田恵子と共同作曲。
- 1992年 - F1ドライバー、ナイジェル・マンセル のテーマ曲「PEACE OF MIND」を作曲、発売。フジテレビ F1グランプリ中継でマンセルの優勝時に使用。
- 1994年 - 当時、全日本女子プロレスに所属した、吉田万里子のテーマ曲を作曲。
- 1997年 - 仙波さとみらと、「ミレニアム・イブ」としての活動を行う。
- 1998年 - SHOW-YA解散。
- 2005年6月 - 寺田恵子の呼びかけでSHOW-YAを再結成。

## 人物
SHOW-YAの創始者として知られている彼女はSHOW-YAメンバーから、「キャプテン」と呼ばれ、「ミレニアム・イブ」では、「ミキ」と呼ばれている。

## 作曲提供
- Bavety「GIRL'S OUT」
- 古田敦也「思い出のBell」

## その他参加作品
- 音楽ライター大島暁美プロデュースの「西城秀樹ROCKトリビュート」アルバム（1997年7月24日発売）にMILLENNIUM EVEとしてギャランドゥ歌唱参加
- ファンキー末吉プロデュースの爆風スランプトリビュート・アルバム「We Love Bakufu Slump」（2011年12月25日発売）に参加。「おしゃれな東京タワー」でキーボードを担当[1]。